# Spencerhydrus
Spencerhydrus är ett släkte av skalbaggar. Spencerhydrus ingår i familjen dykare.
Kladogram enligt Catalogue of Life:
| Spencerhydrus | \| \| Spencerhydrus latecinctus \| \| \| \| \| \| Spencerhydrus pulchellus \| \| \| \| |
|               | \| \| Spencerhydrus latecinctus \| \| \| \| \| \| Spencerhydrus pulchellus \| \| \| \| |
|               | Spencerhydrus latecinctus                                                              |
|               |                                                                                        |
|               | Spencerhydrus pulchellus                                                               |
|               |                                                                                        |